# Keralit
Keralit is een kunststof gevelbekleding die eenvoudig te plaatsen is. Het wordt in de bouw veel toegepast in de plaats van hout. 
Keralit is gemaakt van een mix van duurzame kunststoffen (Fiberyl®) en voorzien van een UV-bestendige toplaag. De panelen zijn daardoor oersterk en bestand tegen alle weersinvloeden. Ook heeft Keralit een zeer lage uitzettingcoëfficiënt, wat zorgt voor minimale krimp en uitzetting.

Keralit is geschikt voor zowel nieuwbouw als renovatie en kan geplaatst worden door vrijwel elke aannemer en de betere ZZP’er. Er zijn drie modellen beschikbaar: sponningdeel 143 mm, sponningdeel 190 mm en een potdekselprofiel (177 mm). Keralit is verkrijgbaar via een groot aantal verkoopadressen door heel Nederland.